# Dwergplevier
De dwergplevier (Charadrius melodus) is een vogel van Noord-Amerika, die broedt in het binnenland en aan de Atlantische kust en overwintert langs de kusten van de Golf van Mexico en het zuidoosten van de VS. Het is een voor uitsterven gevoelige diersoort. 

## Kenmerken
De vogel is 17 tot 18 cm lang en (ondanks zijn naam) gemiddeld iets groter dan een strandplevier. De volwassen vogel heeft relatief korte, helder geel-oranje poten, een zwarte streep over het voorhoofd die van het oog tot oog loopt en een zwarte ring rond de nek. In de broedtijd is de snavel geel. Het vrouwtje heeft een meer bruin gekleurde borstband. Buiten de broedtijd zijn de vogels doffer, minder contrastrijk en is de snavel zwart. De vogel loopt schokkerig en is moeilijk te zien in rust vanwege een goede camouflage.

## Verspreiding en broedplaatsen
Tijdens het broedseizoen is de dwergplevier te vinden rond de Atlantische kust van Newfoundland tot North Carolina, evenals langs het zuiden van de Grote Meren en het midwesten van Canada en de Verenigde Staten. De vogel nestelt en leeft rond zand- en steenstranden met weinig vegetatie. De vogel overwintert in de Golf van Mexico en de zuidelijke Atlantische kust van de Verenigde Staten. Daar foerageert hij langs beschutte baaien aan de kust en moddervlakten in riviermondingen.
De soort telt twee ondersoorten:
- C. m. circumcinctus: het zuidelijke deel van Centraal-Canada en de noordelijk-centrale Verenigde Staten.
- C. m. melodus: oostelijk Canada en de noordoostelijke Verenigde Staten.

## Status
De grootte van de populatie werd in 2019 door BirdLife International geschat op 7.600 tot 8.400 volwassen individuen en de populatie-aantallen nemen toe. Het overwinteringsgebied wordt echter aangetast door verdroging en verstoring op de stranden en de aanleg van infrastructuur. Om deze redenen staat deze soort als gevoelig op de Rode Lijst van de IUCN.

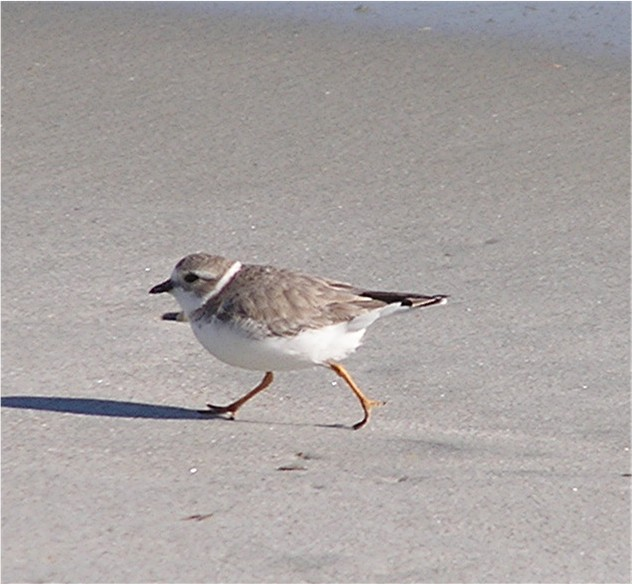
Dwergplevier in winterkleed